# Kuttingen
Kuttingen (Limburgs: Kuttinge) is een buurtschap in de gemeente Gulpen-Wittem in Nederlands-Limburg. Het ligt ten zuiden van Epen en had in 2003 ongeveer 20 inwoners. De nederzetting ligt op een lage heuvelrug tussen het dal van de Terzieterbeek en het dal van de Geul. Ten noorden van Kuttingen ontspringt de Tergraatbeek en ten zuiden de Elzeveldlossing. Een oude naam van de buurtschap is Cottingen. Waarschijnlijk is de naam terug te herleiden naar de woorden kort en smal - einde.
(Epens: kùt en ing)
Het bij Kuttingen behorende Klein-Kuttingen is de zuidelijkste woonplaats in het Nederlandse deel van Limburg. Om deze reden wordt doorgaans Kuttingen als het meest zuidelijk gelegen dorp van Nederland beschouwd. Kuttingen is samen met Terziet een beschermd dorpsgezicht.

## Vakwerkbouw
In Kuttingen staan verschillende vakwerkboerderijen en -huizen die tevens rijksmonument zijn.

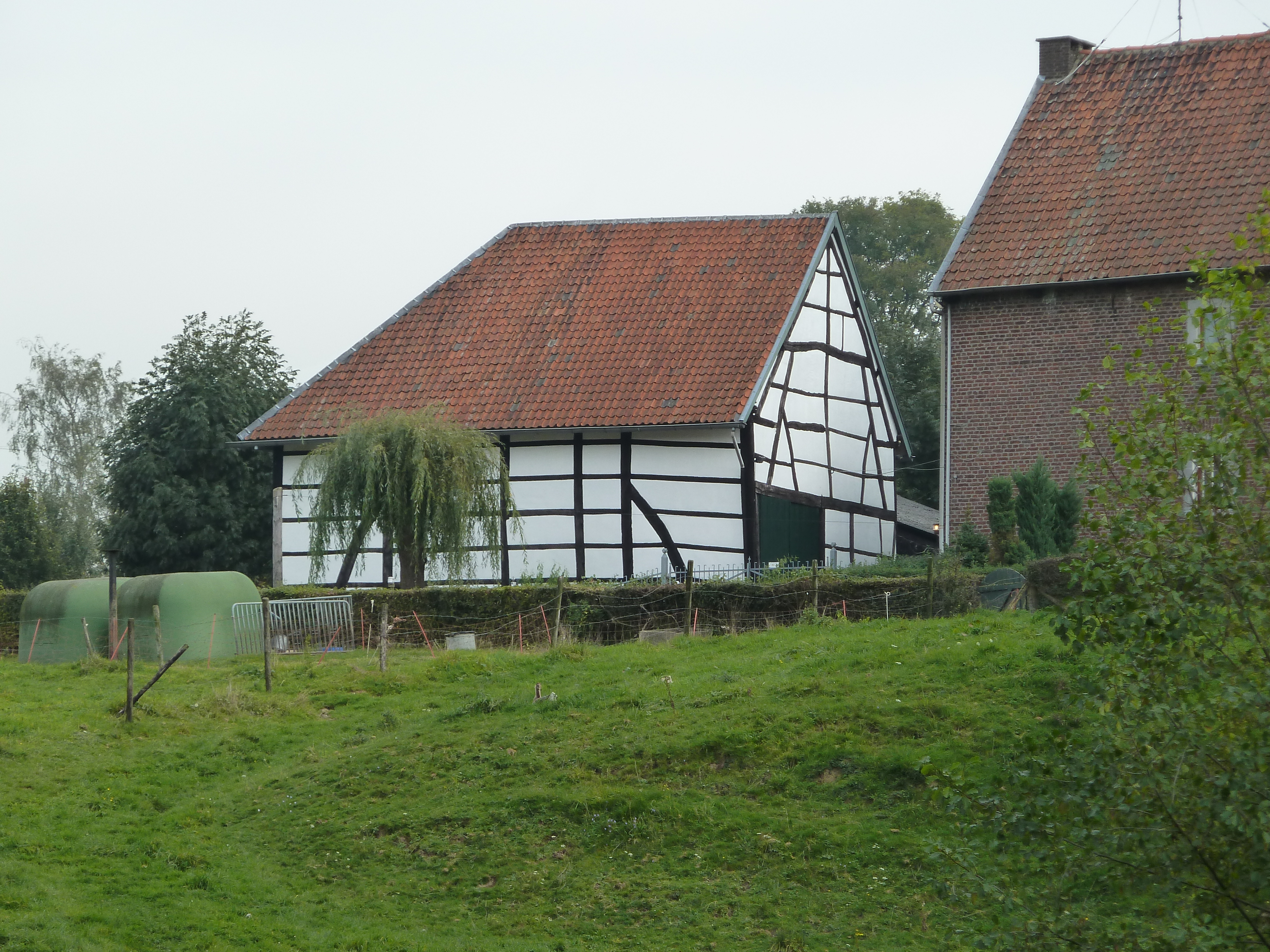
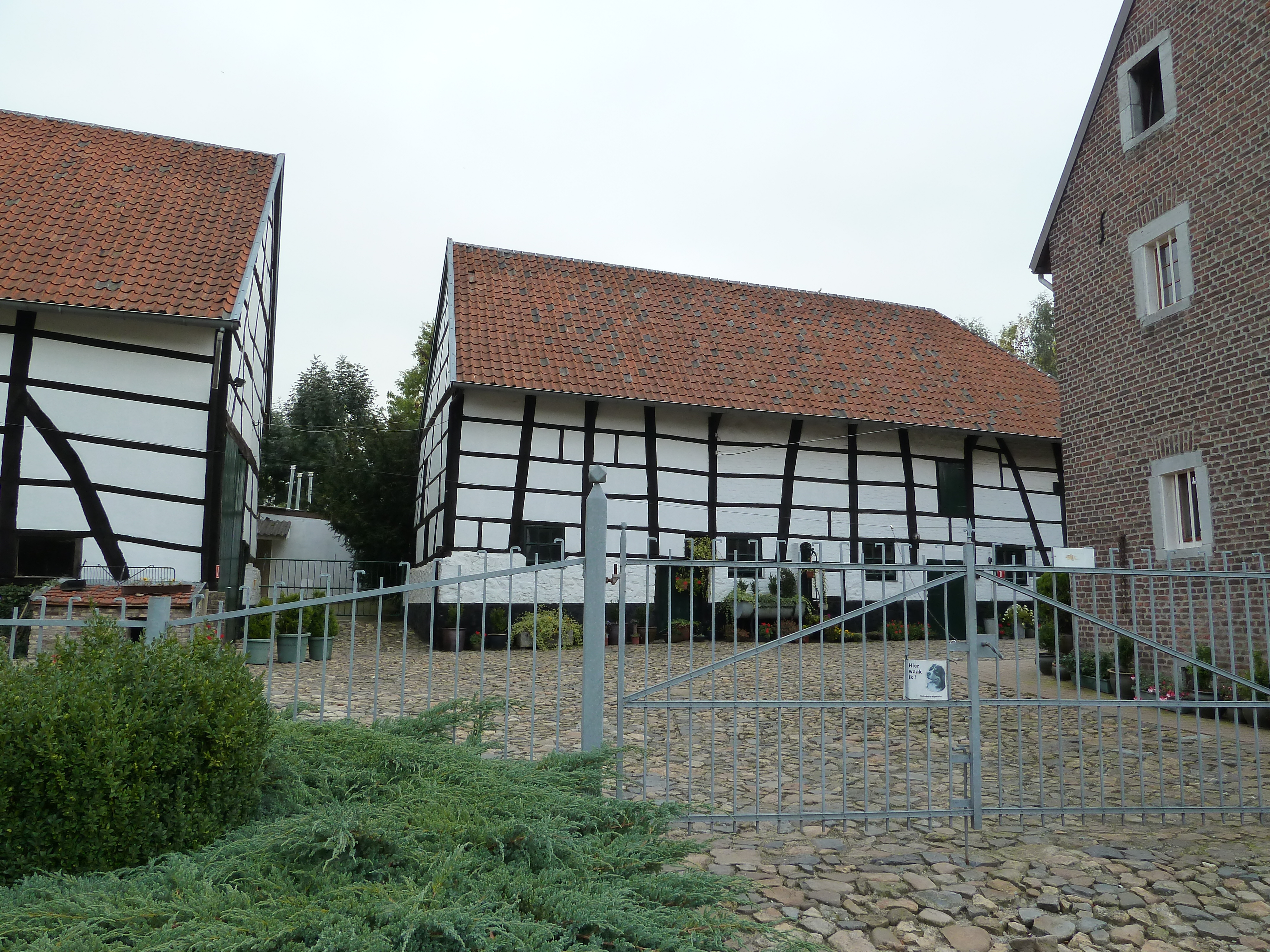
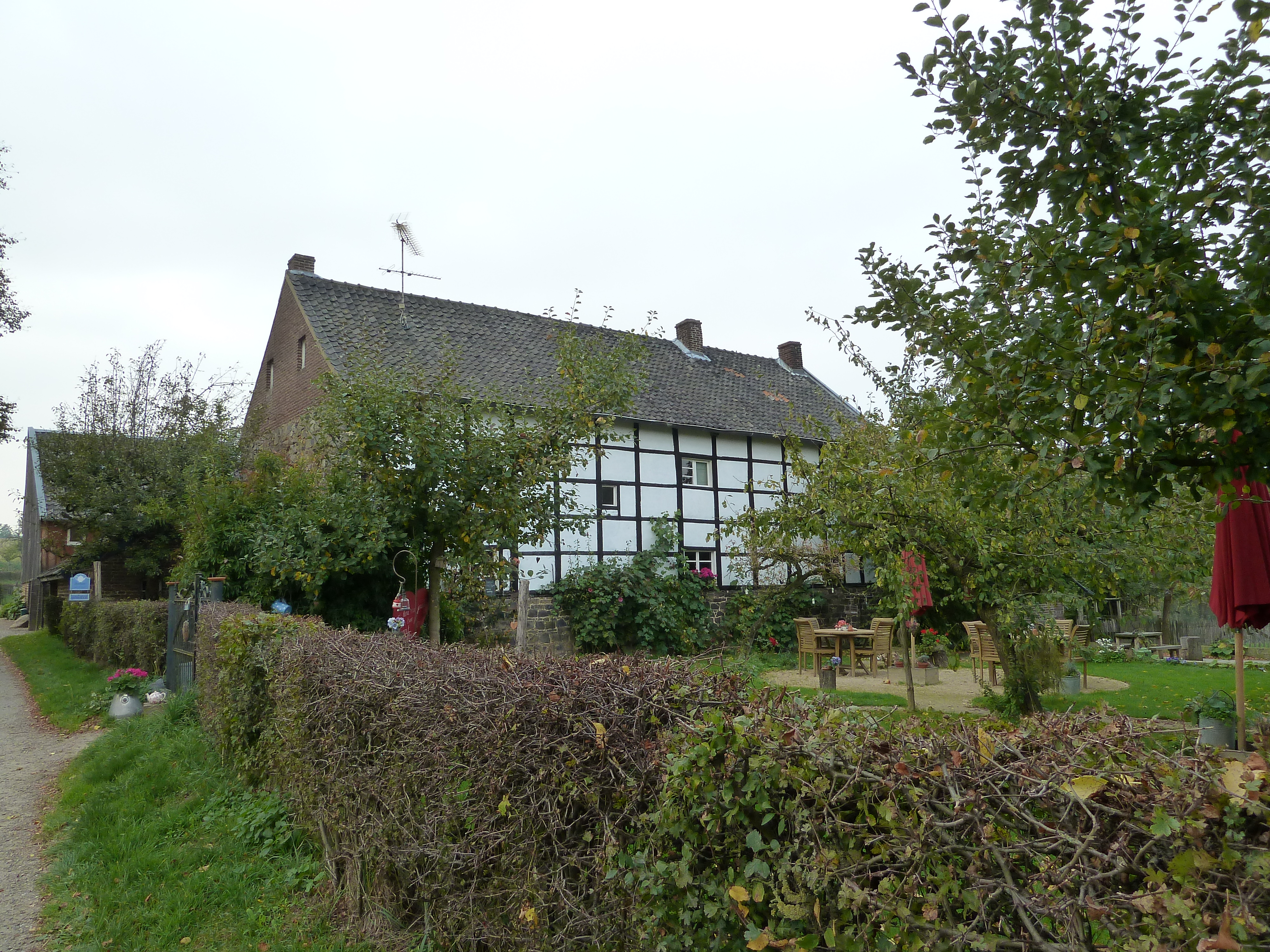
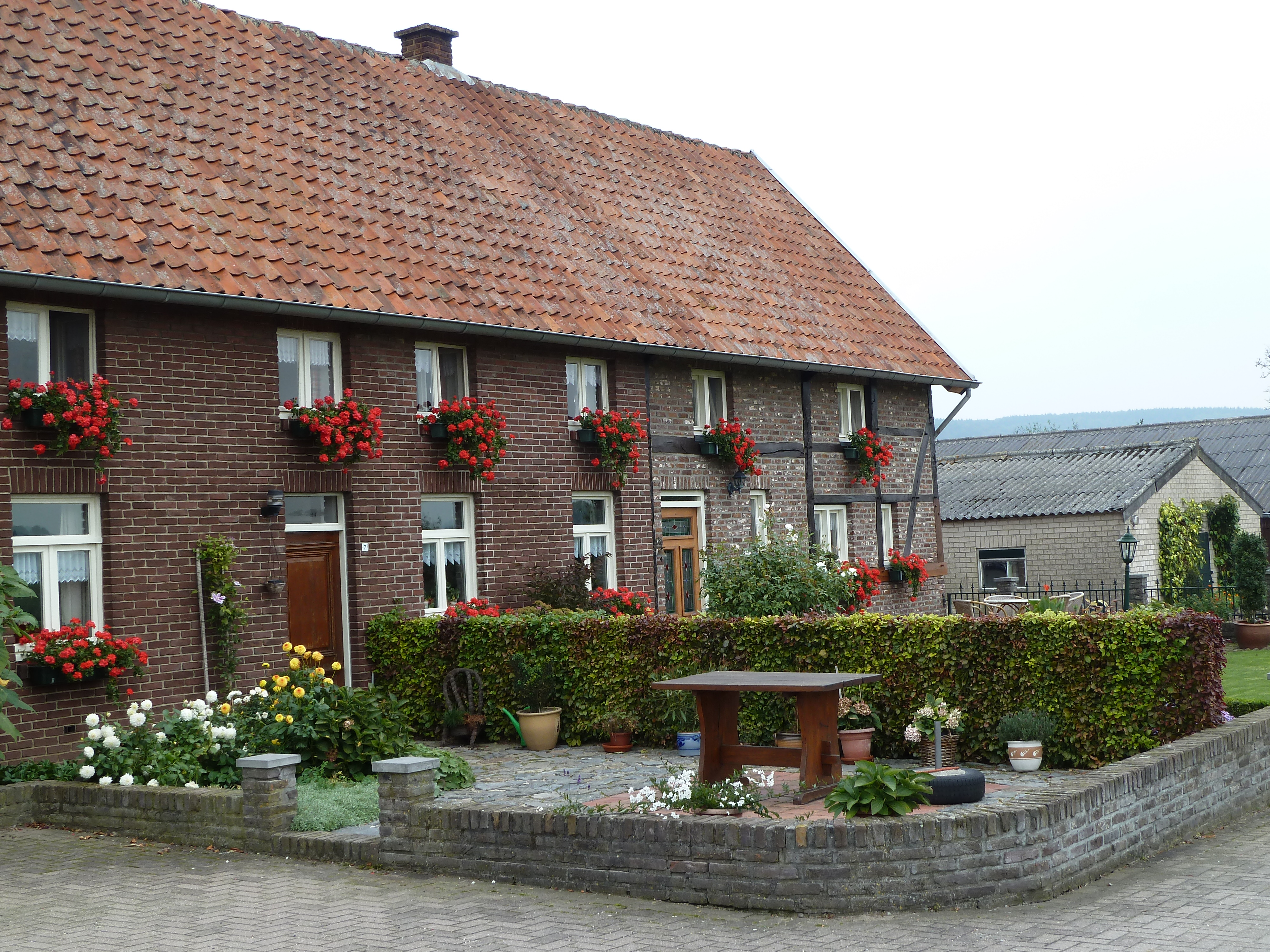

## Wegkruisen

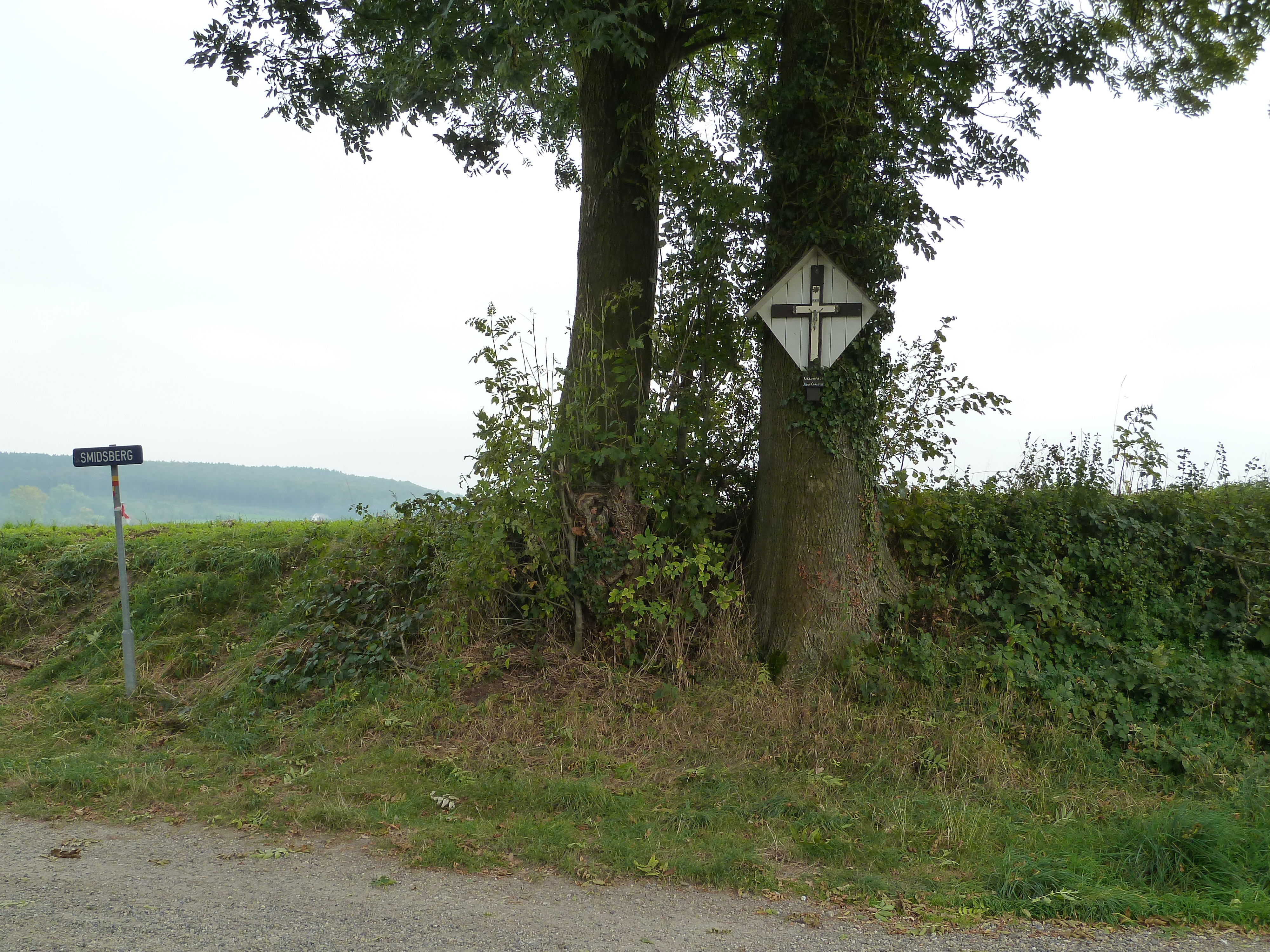
Wegkruis Kuttingerweg-Smidsberg
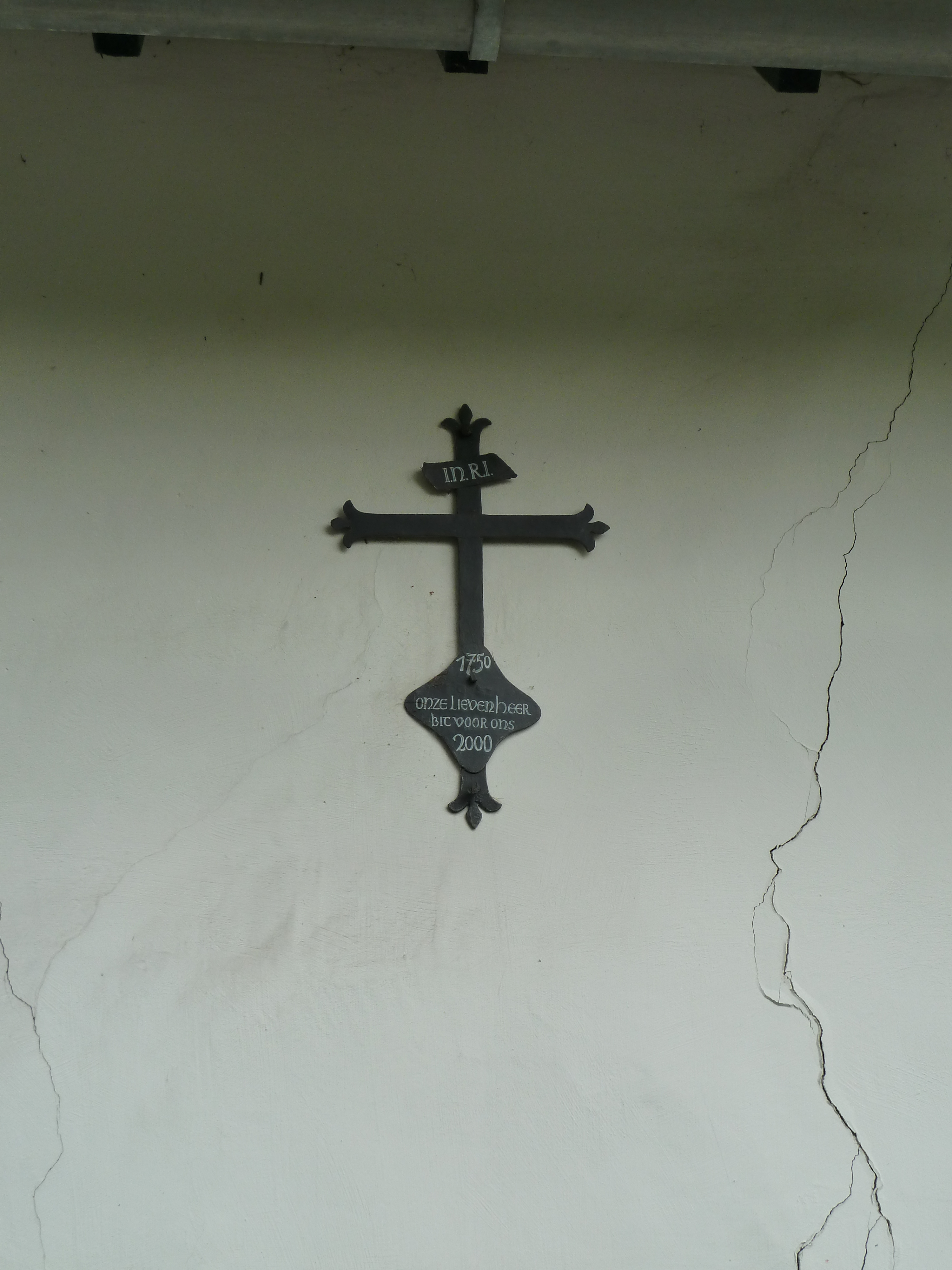
Gevelkruis Kuttingerweg 3
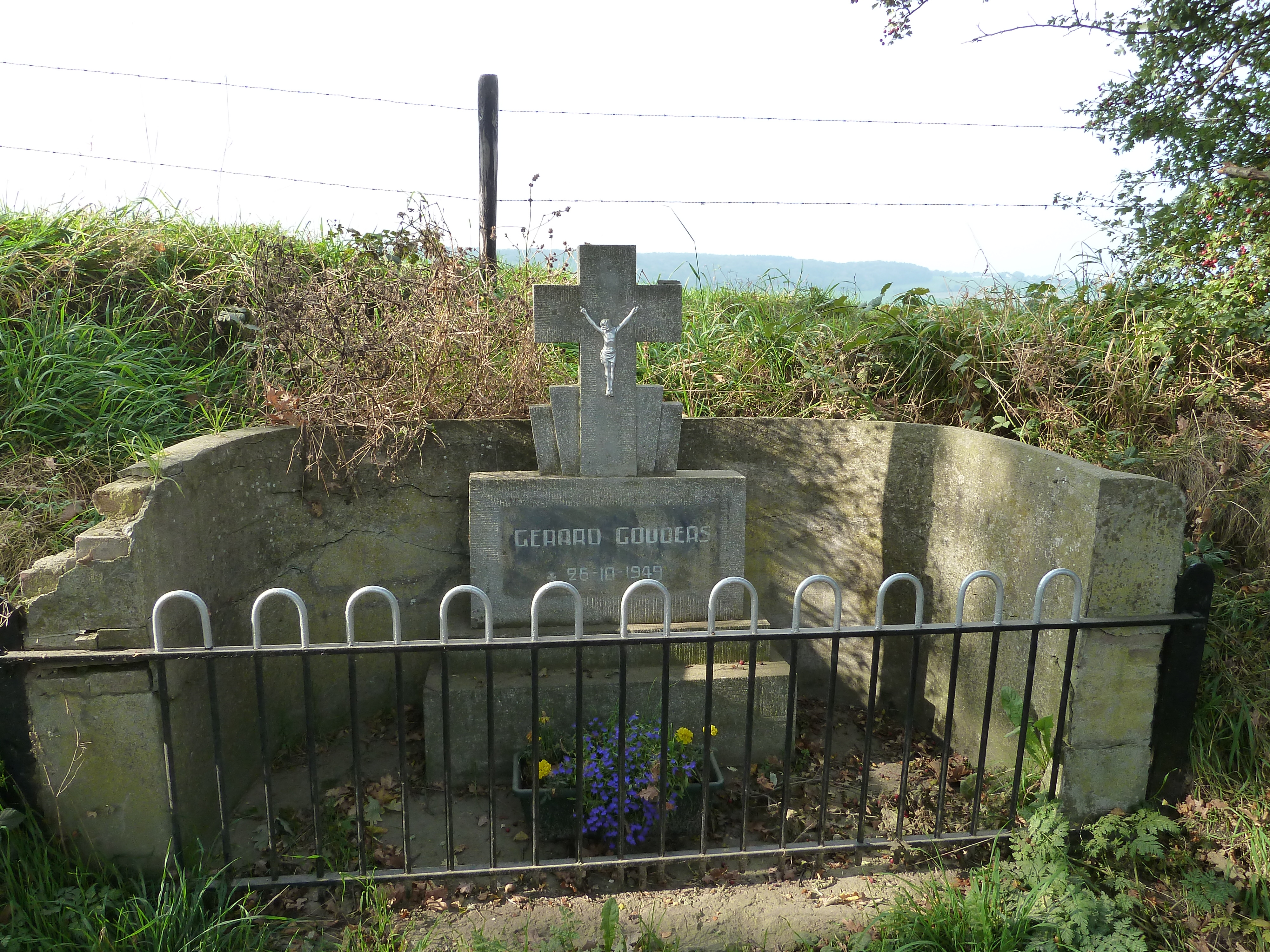
Ongelukskruis aan Het Veld